# Fergus O'Brien
Fergus O'Brien (30 mars 1930 - 19 octobre 2016) est un homme politique irlandais du Fine Gael qui est whip en chef du gouvernement et ministre d'État au ministère de la Défense de 1981 à 1982 et de 1986 à 1987 et lord-maire de Dublin de 1980 à 1981. Il est Teachta Dála (TD) de 1973 à 1982 et de 1982 à 1992.

## Biographie
O'Brien est né à Dublin en 1930. Il fait ses études au College of Technology de Bolton Street avant de s'impliquer dans la politique. O'Brien est élu au Dáil Éireann lors de sa deuxième tentative aux élections générales de 1973 en tant que député Fine Gael pour la circonscription du sud-est de Dublin. Après des changements de limites, il est réélu aux élections générales de 1977 pour Dublin South-Central et occupe le siège aux élections générales de 1981, mais est battu aux élections générales de février 1982. Il est réélu pour Dublin South-Central aux élections générales de novembre 1982 et occupe ce siège jusqu'à sa retraite en 1992.
De 1981 à février 1982, O'Brien est whip en chef du gouvernement du premier gouvernement de Garret FitzGerald. Il est de nouveau whip en chef à la fin du deuxième gouvernement de FitzGerald, de 1986 à 1987.
Il est lord-maire de Dublin de 1980 à 1981.